# Odontophorus hyperythrus
La quaglia boschereccia castana o colino castano (Odontophorus hyperythrus Gould, 1858), è un uccello della famiglia Odontophoridae diffuso unicamente in Colombia.